# Honduras-Stechwinde
Die Honduras-Stechwinde (Smilax regelii) ist eine Pflanzenart aus der Gattung der Stechwinden (Smilax) innerhalb der Familie der Stechwindengewächse (Smilacaceae). Sie gedeiht hauptsächlich in Zentralamerika und ist eine der Smilax-Arten aus deren Wurzeln „Sarsaparilla“ gewonnen wird. Allerdings wird Sarsaparilla auch von anderen Arten als von Smilax spp. gewonnen.

## Beschreibung

### Vegetative Merkmale
Die Honduras-Stechwinde ist eine kahle Kletterpflanze mit bis zu 15 Meter langen, stacheligen Stängeln. Die Stängel sind quadratisch und mit kräftigen, scharfen Stacheln besetzt. Sie klettern mit Hilfe von Ranken, die an den Blattstielen entstehen. Die Honduras-Stechwinde wächst auf sonnigem oder halbschattigem Terrain und ist verträglich mit verschiedenen Bodentypen. Das unterirdische Wurzelgeflecht ist ein weitläufiges Netzwerk aus Rhizomen und sich verzweigenden Wurzeln, die mehr als 2 Meter lang werden können.
Die einfachen und wechselständigen, gestielten, kahlen, mehr oder weniger ledrigen Laubblätter sind zumeist eiförmig bis -lanzettlich und bis zu 30 cm lang, meistens jedoch nur etwa halb so lang. Die Stiele sind stachelig geflügelt (Blattscheide). Die Blätter sind ganzrandig und bespitzt bis zugespitzt und an der Basis mehr oder weniger pfeil- bis herzförmig oder abgerundet bis gestutzt. Die Nervatur ist handförmig mit 5 bis 9 Hauptadern.

### Generative Merkmale
Die Pflanze ist zweihäusig getrenntgeschlechtig (diözisch) und schwierig zu kultivieren. Die eingeschlechtlichen, kleinen Blüten mit einfacher Blütenhülle sind sechsblättrig, grünlich-weiß und stehen in achselständigen und langstieligen Dolden mit schuppiger Hülle. Die Tepalen sind jeweils zurückgelegt. Bei den weiblichen Blüten kommen einige Staminodien und ein oberständiger Fruchtknoten mit drei fast sitzenden Narben vor. Die männlichen Blüten besitzen 6 kurze Staubblätter.
Die Pflanzen bilden kleine, 1–1,5 cm große, runde bis eiförmige Beeren aus. Die Beeren sind anfangs grün, färben sich jedoch dunkelrot bis fast schwarz wenn sie reifen und bilden einen einzelnen Samen aus.

## Synonyme
Synonyme sind Smilax ornata Lem., Smilax grandifolia Regel nom. illeg., Smilax utilis Hemsl., Smilax utilis Hemsl. nom. illeg. non C.H.Wright, Smilax officinales auct., Smilax saluberrima Gilg.,  Smilax ornata Hook.f.
Trivialnamen sind Honduras-Sarsaparille, Sarsaparille, Sarsaparilla, Brown sarsaparilla, Honduran sarsaparilla, Zarzaparilla und Zarza sowie Jamaica sarsaparilla.

## Verbreitung
Von Honduras bis Belize sowie Guatemala und im südlichen Mexiko gedeihen die Pflanzen bis in eine Höhe von 1500 Meter.
In Mexiko kommt die Pflanze vor allem in den Bundesstaaten Chiapas und Oaxaca vor. Auch in Nicaragua ist die Pflanze heimisch. Heute wird die Pflanze vorwiegend in ihrer natürlichen Umgebung in Zentralamerika und der Karibik angebaut.
Die Honduras-Stechwinde kann in Gebieten, in denen das durchschnittliche Tief des wärmsten Monats unter 19 °C fällt nicht gedeihen.

## Anbau
Honduras-Stechwinden können aus Samen, Stecklingen oder Wurzelschösslingen gezogen werden. In der Praxis hat sich durchgesetzt, Stecklinge oder Wurzelschösslinge nur von männlichen Pflanzen zu nehmen, um zu verhindern, dass die Samen sich außerhalb des Anbaugebietes verbreiten, um ein Unkrautproblem zu vermeiden.
Honduras-Stechwinden gedeihen am besten auf gut gedüngten, gut drainierten Lehm- und Sandböden mit einem mäßig sauren bis neutralen pH-Wert (5–7) und in halbschattigen Lagen. Die Pflanzen tolerieren nur geringfügig Trockenheit aufgrund ihres flachen Wurzelsystems.

## Geschichte
Ursprünglich wurde die Pflanze als Gewürz und als Medizin von der Urbevölkerung der Region genutzt. Um die Wurzeln zu ernten, wird die Erdoberfläche abgetragen und Teile des Wurzelgeflechtes am Wurzelstock abgeschnitten. Diese Vorgehensweise stellt sicher, dass die Pflanze weiterwächst und als Nutzpflanze dienen kann. Nach der Ernte werden die Wurzeln gereinigt, getrocknet und zu Bündeln zusammengebunden, um sie zu lagern oder zur Verarbeitung zu transportieren.
Ein Extrakt wird durch das Mahlen und Kochen der getrockneten Wurzelknollen in Wasser oder Alkohol gewonnen. Qualitativ gutes Sarsaparilla ist bitter süß und hat eine klebrige Konsistenz. Es hat aufgrund seines hohen Saponingehaltes schäumende Eigenschaften. Große Mengen getrockneter Wurzeln wurden während der 1950er und 1960er Jahre in die Vereinigten Staaten exportiert, um Root Beer daraus herzustellen.

## Verwendung und Inhaltsstoffe
Heutzutage wird das Wurzelextrakt genutzt, um Softdrinks, Süßwaren, Backwaren, Eiscreme und gekühlte Milchdesserts zu würzen.
Die Wurzelknollen werden ebenfalls medizinisch verwendet.
Die Honduras-Stechwinde wird in den Verbreitungsländern kommerziell angebaut. Die Wurzelknollen werden hauptsächlich in den lokalen Märkten angeboten und dort genutzt.
Sie ist eine der drei im 17. Jahrhundert als „Alleskurierer“ bekannten Pflanzen Mittelamerikas. Die beiden anderen Sorten Smilax aristolochiifolia und Smilax febrifuga waren ebenso für ihren medizinischen als auch küchentechnischen Nutzen bekannt. Sie wurden bis ins frühe 20. Jahrhundert nach Europa importiert.